# Godbluff
Godbluff – piąty album zespołu z nurtu rocka progresywnego Van der Graaf Generator wydany w roku 1975. Jest to pierwszy album zespołu, którego producentem nie jest John Anthony. W roku 2005 ukazała się zremasterowana wersja płyty, zawierające dwa dodatkowe utwory, nagrane podczas koncertów. Pochodzą one z solowych albumów Petera Hammilla.

## Lista utworów
Album zawiera utwory:

### Wersja oryginalna
| 1. | The Undercover Man | 7:25  |
|    |                    |       |
| 2. | Scorched Earth     | 9:48  |
|    |                    |       |
| 3. | Arrow              | 9:45  |
|    |                    |       |
| 4. | The Sleepwalkers   | 10:31 |
|    |                    |       |
|    |                    | 37:29 |
|    |                    |       |

### Wersja z 2005 r.
| 1. | The Undercover Man    | 7:25    |
|    |                       |         |
| 2. | Scorched Earth        | 9:48    |
|    |                       |         |
| 3. | Arrow                 | 9:45    |
|    |                       |         |
| 4. | The Sleepwalkers      | 10:31   |
|    |                       |         |
| 5. | Forsaken Gardens      | 12:23   |
|    |                       |         |
| 6. | A Louse Is Not a Home | 12:47   |
|    |                       |         |
|    |                       | 1:02:39 |
|    |                       |         |

## Twórcy
Twórcami albumu są:
- Peter Hammill – śpiew, fortepian, gitara elektryczna, instrumenty klawiszowe
- Hugh Banton – gitara basowa, instrumenty klawiszowe
- Guy Evans – instrumenty perkusyjne
- David Jackson – saksofony, flet